# Acropora teres
Acropora teres är en korallart som först beskrevs av Addison Emery Verrill 1866.  Acropora teres ingår i släktet Acropora och familjen Acroporidae. IUCN kategoriserar arten globalt som otillräckligt studerad. Inga underarter finns listade i Catalogue of Life.